# 千葉智之
千葉 智之（ちば ともゆき、1973年 - ）は、日本の実業家、著作家。

## 概要
1973年広島県生まれ。広島大学経済学部卒業後、大手総合建設会社に入社し、2005年にリクリート（現・リクルートライフスタイル）へ転職。2013年7月より『 ホットペッパービューティーアカデミー』で、美容業界向けの経営支援スクール部門とリサーチ部門を担当。
転勤で広島から東京に上京し、友達ゼロの状態から3年で3000人以上の交友関係を築き、2003年から、GREEで呼びかけた異業種交流会『銀座パワーランチ』や『パワーディナー』を自ら企画し開催。1年で17コミュニティー、のべ会員数8,000人にまで成長させた。
東洋経済新報社『出逢いの大学』、『やる気の大学』、ダイヤモンド社『「キャリア未来地図」の描き方』３冊の書籍を出版。「普通のサラリーマンがどうやって実のある人脈を形成していくか」をテーマに幅広く活動中。2011～2014年、2016～2017年には、立教大学経営学部兼任講師も務めた。

## メディア出演
テレビ
- 「めざせ！会社の星」NHK（2008年）
- 「ホンマでっか!?TV」フジテレビ（2010年）

## 著書
単書
- 『出逢いの大学』東洋経済新報社（2008年）[4]
- 『やる気の大学』東洋経済新報社（2010年）

共著
- 『「キャリア未来地図」の描き方』ダイヤモンド社（2013年）原尻淳一・千葉智之[5]
- 『ライフキャリア：人生を再設計する魔法のフレームワーク』プレジデント社（2024年）原尻淳一・千葉智之